# Атака куриных зомби
«Атака куриных зомби» (англ. Poultrygeist: Night of the Chicken Dead) — американский музыкальный комедийный фильм ужасов 2006 года Ллойда Кауфмана. Снят на киностудии Troma Entertainment.

## Сюжет
Военно-тематическая сеть закусочных быстрого питания «Американская курятина» строит свой очередной ресторан на месте древнего священного индейского кладбища в городке Тромавилль в Нью-Джерси. Это вызывает протест у местных жителей. Безработный парень по имени Арби случайно встречает в толпе протестующих девушку Венди, в которую он был влюблён в старших классах. За прошедший с их последней встречи год она сильно изменилась. Теперь Венди состоит в организации «Студентки-лесбиянки против корпораций» и встречается с девушкой по имени Мики. Ошарашенный такими новостями Арби отправляется в «Американскую курятину» устраиваться на работу. В этом же ресторане работают менеджер Данни, повара Пако, Карл и Хумус. Арби дают должность на кассе.
В это время странные вещи происходят на кухне ресторана. Во время измельчения мяса сырая тушка курицы толкает в мясорубку повара Пако, где он полностью измельчается. В этом обвиняют повариху Хумус, которую и так подозревают в связях с террористами Ближнего Востока. Между тем, дух Пако вселяется в сэндвич и объясняет Арби всю ситуацию. Души индейцев и загубленных кур объединились, чтобы мстить белым людям. Пако не успевает рассказать, как можно противостоять этому проклятью, поскольку в ресторан приезжает его хозяин Генерал Ли Рой. Он даёт задание выносить жареных кур на улицу и угощать ими протестующих. Лидер протеста Мики пробует куриную ножку и принимается восхищаться её вкусом. Она призывает всех протестующих последовать её примеру и идти в этот ресторан. Оказывается, что она работает на Генерала Ли Роя, а акция была устроена для рекламы нового заведения. Более того, у неё интимные отношения с Генералом. Подобные открытия шокируют Венди, которая искренне протестовала и искренне начала считать себя лесбиянкой.
В конце концов люди, находящиеся в ресторане и евшие здесь что-либо, превращаются в зомби-кур. Не мутировавшими в ресторане оказывается всего несколько человек, которые от безысходности прячутся под прилавком. Их спасает некий взрослый мужчина, представившийся как «Арби из будущего». Он уничтожает зомби находящихся в здании при помощи припасённого у него автомата, но погибает сам. Несмотря на то, что ресторан освобождён от зомби, выжившие не могут его покинуть, поскольку множество зомби-кур окружает его снаружи. Арби и Венди находят противоядие. Им оказывается алкоголь. Дело в том, что внутри у всех зомби индейские души, которые очень плохо его переносят. Когда же пиво заканчивается, работница кухни арабка Хумус вызывается уничтожить оставшихся зомби подорвав себя среди них. Арби и Венди вместе с маленькой девочкой, которую они нашли в кладовке, на машине покидают ресторан. Неожиданно девочка откладывает большое куриное яйцо, и Арби, в шоке от увиденного, не справляется с управлением, автомобиль попадает в ДТП и взрывается.

## В ролях

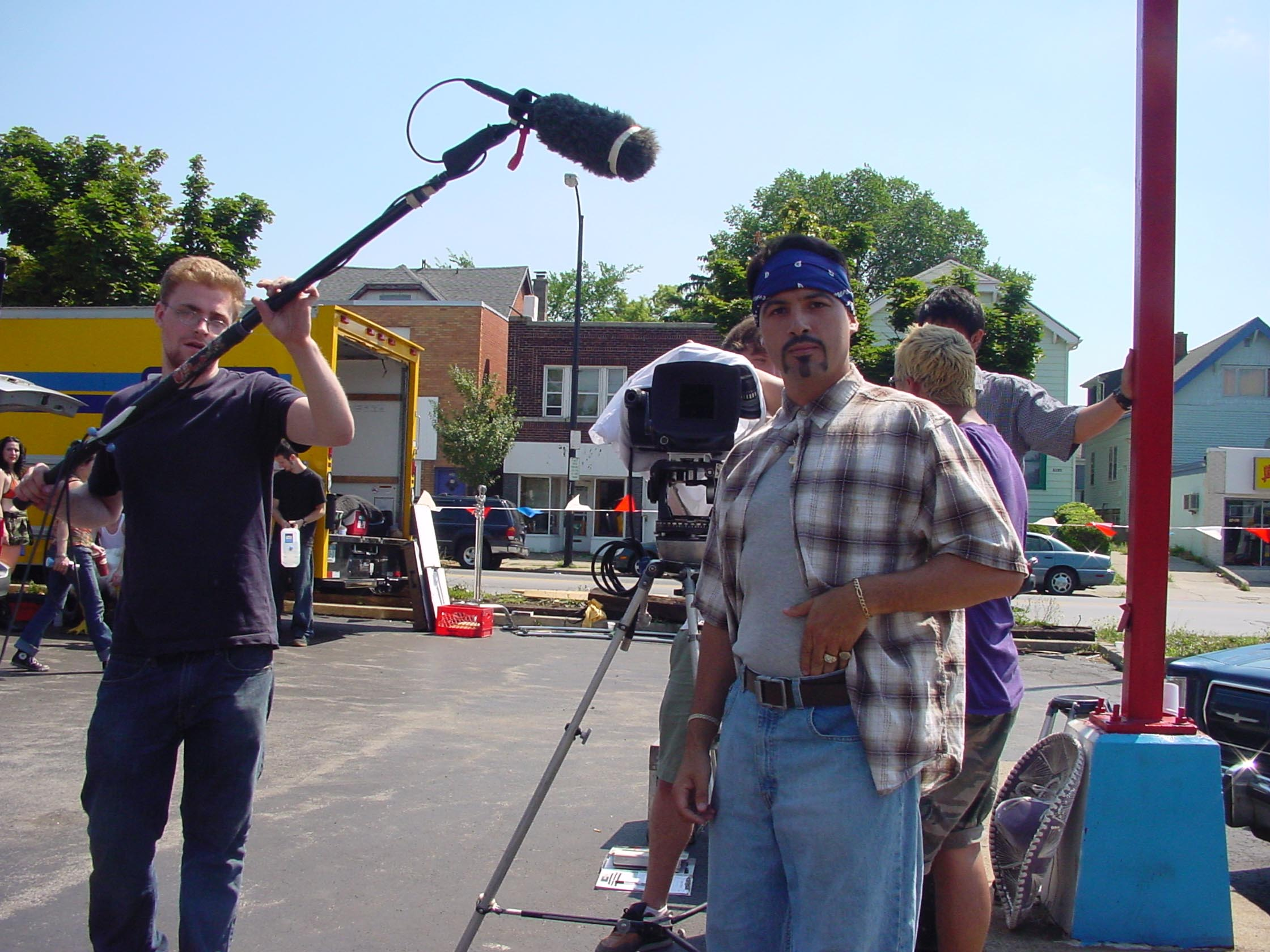
На съёмочной площадке. Кикбоксер Эй Джей Вэрел в эпизодической роли мексиканца, не имеющего грин-карты

- Джейсон Ячанин — Арби
- Кейт Грэхэм — Венди
- Эллисон Серебофф — Мики
- Робин Уоткинс — Генерал Ли Рой
- Джошуа Олатюнд — Данни[англ.]
- Роуз Хавами — Хумус
- Калеб Эмерсон — Карл Джуниор
- Ллойд Кауфман — Арби из будущего
- Халид Ривера — Пако Белл
- Джо Флейшейкер — Джаред Фогл
- Брайан Чевери — священник
- Рон Джереми — Сумасшедший Рон

## Производство
Первый вариант сценария появился в 2002 году. В 2004 году, после нескольких переписываний, сценарий приобрёл окончательный вид. Бюджет фильма составил около $500,000. Большая часть съёмочной группы состояла из волонтёров, которых студия Troma нашла через рекламные объявления на сайтах вроде Крейгслист. По данным журнала Fangoria, сотни людей откликнулись на эти объявления. Волонтеры прибыли из Швеции, Германии, Австралии и различных мест Соединенных Штатов, чтобы работать над фильмом. Например, Дагги Банас, который сочинил музыку для фильма, попал в фильм, после того как ответил на объявление, в котором киностудия искала композитора готового работать бесплатно. Многие вещи из реквизита были пожертвованы другими студиями.

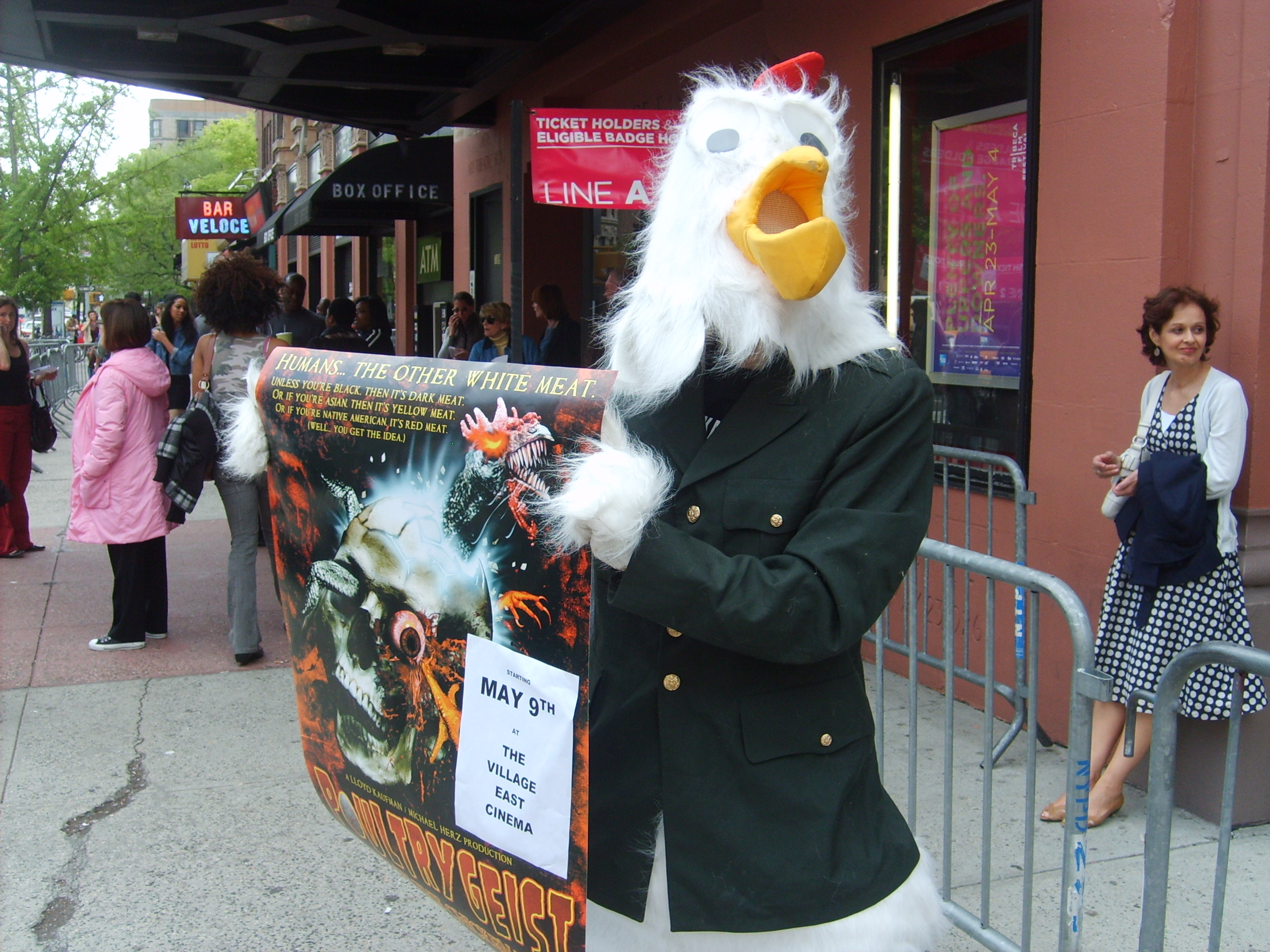
Полковник Кудах пикетирует Кинофестиваль Трайбека, 2008 год

Съёмки проходили летом 2005 года в заброшенном «Макдональдсе» в городе Буффало, штат Нью-Йорк. Над фильмом работало более 80 человек членов съёмочной группы и около 300 неоплачиваемых статистов. Близлежащая заброшенная церковь была сдана в аренду компании Troma, где более 70 актёров и членов съёмочной группы проживали во время съёмок. В 2008 году вышел документальный фильм Poultry in Motion: Truth Is Stranger Than Chicken, посвящённый этим съёмкам.
Небольшой скандал произошёл на Кинофестивале Трайбека в 2008 году. Кинофестиваль проходил в кинотеатре на Манхэттене в Ист-Виллидж. В этом же кинотеатре после фестиваля должна была состояться американская премьера фильма «Атака куриных зомби». Руководство фестиваля на время его проведения попросило кинотеатр убрать афиши «Атаки куриных зомби» и не крутить трейлер этого фильма. В ответ сотрудники Troma пикетировали фестиваль.

## Саундтрек
Альбом с саундтреком был выпущен 3 октября 2006 года на собственно лейбле студии Troma. На диск вошла музыка написанная Дагги Банасом, диалоги из фильма и песни панк-групп, таких как New Found Glory, The Dwarves, Zombina and The Skeletones, Scatterbox и Potshot.

## Рецензии
Фильм получил смешанные отзывы от критиков. На сайте Rotten Tomatoes его рейтинг «свежести» 64 % на основе 25 отзывов.
Журнал Entertainment Weekly поставил фильму B+, назвав его «эксплуатационным фильмом с душой»: «это настоящая больная забава и в нём нет скучных моментов». В The New York Times описали фильм, как «сатирическую сексплотэйшн зомби куриную музыкальную феерию», которая подойдёт не всем. New York Post поставил фильму 2 звезды из 4: «это злая сатира на всё в стиле „Южного Парка“». Издание отметило, что ни дилетантская игра актёров, ни медленный темп повествования не помешают ему стать андеграундным хитом. В Slant Magazine фильм оценили в половину 1 звезды из 4.